# Course de côte du Val de Cuech

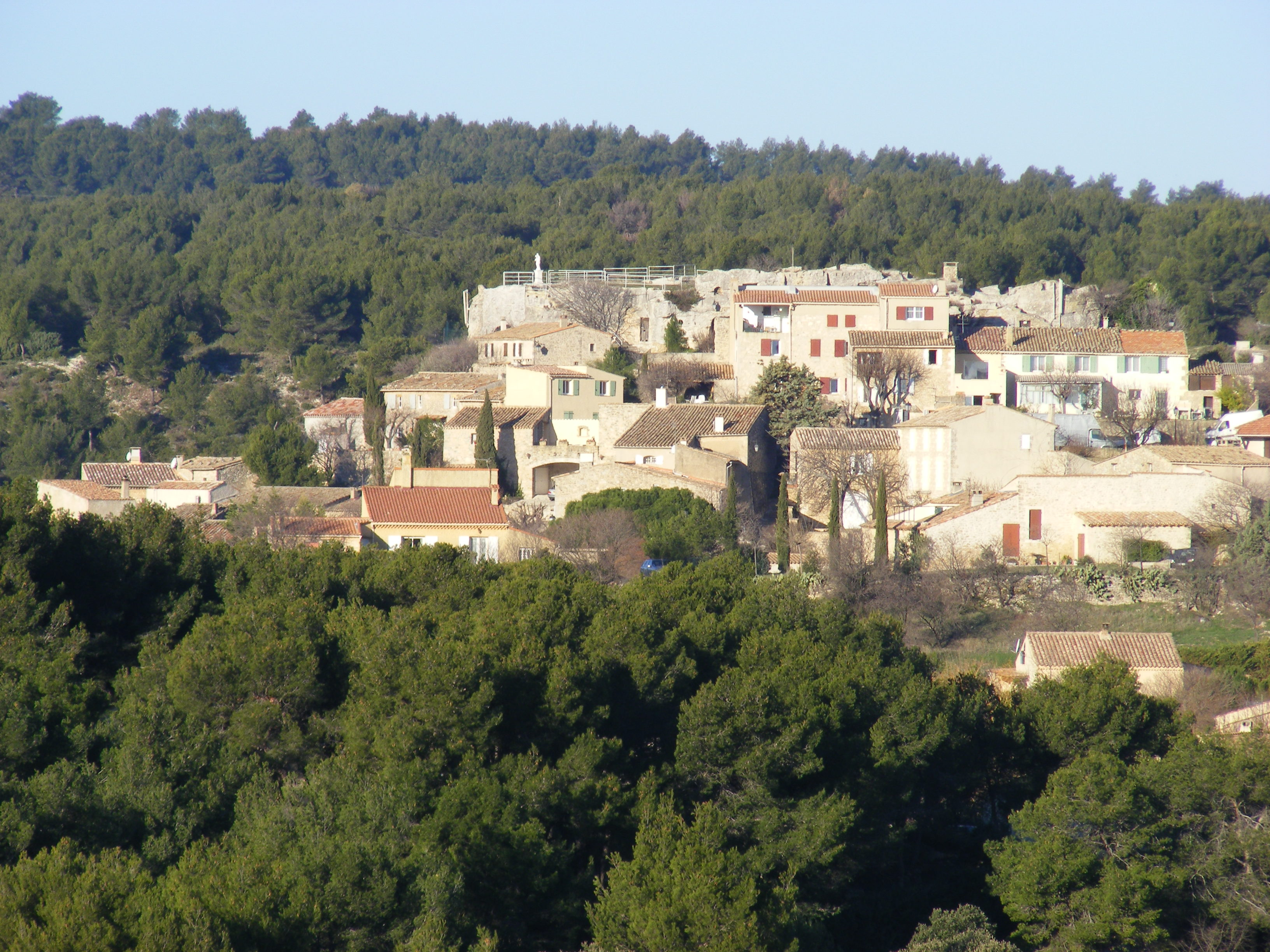
Aurons, la "Perle du Val de Cuech".

La Course de côte du Val de Cuech était une compétition automobile disputée dans l'actuelle région de Provence-Alpes-Cote d'Azur, département des Bouches-du-Rhône, organisée par l'Automobile Club de Salon, pour des voitures, des motocyclettes, et des vélomoteurs.

## Histoire
Au cœur du Massif des Costes, la longueur de course fut ramenée de 4,5 kilomètres initialement à 4,2 kilomètres de 1923 à 1925, puis elle fut invariblement -toujours avant-guerre- de 4,25 kilomètres.
En partant de Salon-de-Provence, le parcours du Val de Cuech a une longueur actuelle de 4,38 kilomètres, pour une dénivellation de 203 mètres, avec un départ à 107 mètres d'altitude et une arrivée à 310, pour une pente moyenne de 4.6 % (avec un tronçon d'une inclinaison maximale à 7 %). Il est fréquemment emprunté par des cyclotouristes.
La course n'a jamais été interrompue de 1923 à 1935, durant treize éditions. Les deux premières éditions connues eurent lieu à la fin août, les six dernières entre la fin avril et le début juin.
Bugatti s'est imposé huit fois consécutivement.
Le Chilien Juan Zanelli possède avant-guerre le record de l'ascension en 2 min 45 s, temps réalisé en 1935 lors de la dernière compétition.
Après le second conflit mondial, l'épreuve est réorganisée durant les années 1950, notamment en 1952 (victoire de "Pagnibon" sur Ferrari), 1953, et 1959 (remportée alors par Fernand Tavano sur sa Ferrari 250 Testa Rossa).

## Palmarès
| 1910        | Giosuè Giuppone  | Lion Peugeot        |               |               |
| 1911 à 1922 | Non organisée    | Non organisée       | Non organisée | Non organisée |
| 1923        | "Ladiv"          | Amilcar 1.L.        |               |               |
| 1924        | (?) Del Ry       | Turcat-Mery 3.L.    |               |               |
| 1925        | Antoine Massias  | Alfa Romeo          |               |               |
| 1926        | Jourdan          | Salmson 1.1L. Sport |               |               |
| 1927        | Edward Bret      | Bugatti T35C        |               |               |
| 1928        | René Lamy        | Bugatti T35C        |               |               |
| 1929        | Deydier          | Bugatti 1.5L.       |               |               |
| 1930        | "Técla",         | Bugatti 1.5L.       |               |               |
| 1931        | Frédéric Toselli | Bugatti T39A        |               |               |
| 1932        | "Tony" Canin     | Bugatti T35B        |               |               |
| 1933        | Marcel Lehoux    | Bugatti T51         |               |               |
| 1934        | Jules Rolland    | Bugatti T51         |               |               |
| 1935        | Juan Zanelli     | Nacional Pescara    |               |               |